# Friederikenhof (Großbeeren)
Friederikenhof ist ein Wohnplatz der Gemeinde Großbeeren im Landkreis Teltow-Fläming im Land Brandenburg.

## Lage
Der Wohnplatz liegt nordöstlich des Gemeindezentrums. Er grenzt im Norden und Nordosten an Berlin. Südöstlich liegt der Gemeindeteil Waldblick der Gemeinde Blankenfelde-Mahlow. Nordwestlich befindet sich der Großbeerener Ortsteil Heinersdorf, südlich der Ortsteil Kleinbeeren. Er ist über die nordöstlich verlaufene Bundesstraße 101 erreichbar.

## Geschichte
Der Wohnplatz erschien erstmals 1834 in einem Amtsblatt der Regierung Potsdam. Auf Ackerflächen, die zu Heinersdorf gehörten, entstand zu dieser Zeit ein Vorwerk. Der Name leitet sich vermutlich von der Friederike Luise von Hessen-Darmstadt ab, die durch die Heirat mit Friedrich Wilhelm II. zur preußischen Königin geworden war. 1840 bestand das Vorwerk aus zwei Wohnhäusern, in denen 13 Personen lebten; 1858 waren es bereits 40. Im Jahr 1860 wurde Friederikenhof zu einem Gut mit drei Wohn- und neun Wirtschaftsgebäuden ausgebaut. Die Bewohner bewirtschafteten 1000 Morgen Acker, 285 Morgen Wald, 16 Morgen Wiese sowie drei Morgen Gartenland. 1875 wurde Friederikenhof zu einem Stadtgut von Berlin; die Flächen zur Verrieselung von Abwässern der Hauptstadt genutzt.
Im Jahr 1925 lebten 68 Personen im Ort. 1928 gelangte Friederikenhof zur Gemeinde Osdorf und war seit 1950 dort Wohnplatz. 1968 wurde Osdorf im Zuge von Grenzsicherungsmaßnahmen der DDR abgerissen, die Bewohner umgesiedelt. 1973 gab es im Ort einen Betriebsteil des VEG Genshagen. Im Jahr 1999 gelangte Osdorf zu Großbeeren; ein Jahr später wurde der Großbeerener Ortsteil in Heinersdorf umbenannt.